# Kochlorine bocqueti
Kochlorine bocqueti is een rankpootkreeftensoort uit de familie van de Lithoglyptidae. De wetenschappelijke naam van de soort is voor het eerst geldig gepubliceerd in 1977 door Turquier.